# Менінгеальні симптоми
Менінгеа́льні симпто́ми — клінічні симптоми, які виникають при ураженні мозкових оболон як запального (менінгіт, менінгоенцефаліт), так і незапального генезу (менінгізм, субарахноїдальний крововилив тощо), разом утворюють діагностичну складову менінгеального синдрому.
Найвідоміші наступні симптоми:
- Ригідність потиличних м'язів — обмеження або неможливість пасивного згинання голови, що робить неможливим наближення підборіддя хворого до груднини внаслідок ригідності потиличних м'язів-розгиначів голови. Цей симптом відзначають у 90 % випадків менінгеального синдрому.
- Симптом Керніга — неможливість розігнути ногу хворого в колінному суглобі, коли вона зігнута в кульшовому. Заважає розгинанню не біль, а напруга задньої групи м'язів стегна (тонічний оболонковий рефлекс). Є також одним з найбільш частих і постійних симптомів менінгеального синдрому — відзначають у 85 % хворих.
- Симптоми Брудзинського:

- Верхній симптом — при пасивному приведенні голови хворого до груднини, в положенні лежачи на спині, ноги його згинаються в колінних і кульшових суглобах.
- Середній симптом — таке ж згинання ніг при натисканні на лонне зчленування.
- Нижній симптом — при пасивному згинанні однієї ноги хворого в колінному і тазостегновому суглобах інша нога згинається аналогічним чином.
- Підщелепний (щоковий) симптом — при натисканні на щоки хворого безпосередньо під вилицями відбувається рефлекторне підняття плечей і згинання передпліччя (внаслідок своєрідної пози цей симптом називають ще симптомом «хреста»).

- Симптом Гієна — стискання чотирьох м'язів стегна хворого з одного боку викликає мимовільне згинання в кульшовому і колінному суглобах протилежної ноги.
- Симптом триніжка — хвору людину садять на тверду рівну горизонтальну поверхню з витягнутими вперед ногами. При позитивному симптомі він відкидається назад і спирається на руки та згинає ноги, що створює «триніжку». У сумнівних випадках потрібно обстежуваному зігнути голову в шиї вперед. При позитивному симптомі відбувається рефлекторне згинання ніг.
- Симптом Керера — точки болючого натискання, які відповідають місцям виходу основних гілок трійчастого нерва (надочноямкові, в області fossa canina, підборіддя), а також точки в потиличній ділянці шиї, відповідні місцям виходу великих потиличних нервів між I та II шийними хребцями.
- Симптом Мондонезі — натиснення на очні яблука через закриті повіки спричинює біль.
- Симптом Германа (симптом «шия — великий палець стопи») — при пасивному згинанні шиї у хворого спостерігається екстензія великих пальців стоп; симптом описаний польським невропатологом Еуфіміусом Германом при туберкульозному менінгоенцефаліті.
- Симптом Штрюмпеля — спонтанне мимовільне розгинання великого пальця стопи й іноді віялоподібне розходження інших її пальців при натисканні на колінний суглоб хворого, якій лежить на спині з витягнутими ногами.
- Поза лягавого собаки (також поза зведеного курка та менінгеальна поза) — характерна поза на боку із зведеними руками та ногами, формується у хворих із тяжким менінгеальним синдромом, часто у дітей.
- Симптом «підвішування» Лессажа — дитину віком до 1 року беруть під пахви двома руками, притримуючи вказівними пальцями голову з боку спини, і піднімають, що веде до мимовільного підтягування ніжок до живота за рахунок згинання їх у кульшових та колінних суглобах і тривалої їх фіксації в такому зігнутому положенні. У здорової дитини при пробі Лессажа ніжки вільно рухаються (згинаються і розгинаються).
- Симптом Флатау — розширення зіниць у хворого з тяжким менінгеальним синдромом, яке відбувається під час перевірки наявності ригідності потиличних м'язів.